# Старый Донузлав
Ста́рый Донузла́в (укр. Старий Донузлав, крымскотат. Eski Doñuzlav, Эски Донъузлав) — балка на востоке Черноморского района Крыма. Длина балки 45 км, площадь водосбора 326 км². В верховье, между сёлами Внуково и Дозорное, на картах подписана, как балка Глебовская, которая, после слияния с Артёмовской образует, собственно, Старый Донузлав. Извилистое сухоречье, с обрывистыми берегами, прорезает Тарханкутскую возвышенность и впадает с запада в верхнюю (северную) часть озера Донузлав, образуя в низовье извилистый залив.
Единственная из балок Тарханкутского полуострова, имеющая зафиксированное историческое название: в «Списке населённых мест Таврической губернии по сведениям 1864 года» балка названа просто Донузлав, а на километровой карте Генштаба Красной армии 1941 года низовье балки подписано как овраг Агар-су.
Сухоречье принимает, по одним сведениям, 32, по другим — 38 балок-притоков, самые значительные на современных картах, кроме уже перечисленных, имеют собственные названия — правые притоки Кузнецкая и Плавная. В справочнике «Поверхностные водные объекты Крыма» приведены гидрографические данные о двух: правый, впадает в 4,7 км от устья, длиной 6,0 км, площадь водосбора 16,4 км², имеет 4 притока, и левый, впадает в 3,0 км от устья, длиной 5,4 км, с площадью водосбора 10,9 км², приток не имеет. Водоохранная зона балки установлена в 100 м.
Место впадения балки в Донузлав включено в состав ландшафтно-рекреационного парка Донузлав.